# Кобзарев, Владимир Александрович
Влади́мир Алекса́ндрович Ко́бзарев (укр. Володимир Олександрович Кобзарєв; род. 12 июня 1957, Ворошиловград) — советский, украинский футболист и тренер, мастер спорта СССР (1977).

## Футбольная биография

### Карьера игрока
Футболом Владимир Кобзарев начинал заниматься в футбольной школе луганской «Зари», где его первым тренером был Владимир Иванович Коваленко. Позже продолжил учёбу в луганском спортинтернате, у тренера Вадима Дмитриевича Добижи. В 1975 году молодого полузащитника приглашают в дублирующий состав «Зари», в котором он провёл два сезона и 2 мая 1977 года дебютировал в высшей лиге за основной состав, в матче «Заря» — «Шахтёр» (Донецк) 0:0. В том же году, в составе своей команды, стал полуфиналистом Кубка СССР, за этот успех 20 летнему футболисту было присвоено звание Мастера спорта СССР. В 1980 году Владимира призывают в армию и направляют в киевский СКА. В своём первом сезоне за армейский клуб был победителем украинской зоны второй лиги, став чемпионом УССР, а в стыковых играх Кобзарев с партнёрами завоевали путёвку в первую лигу. В СКА, Владимир был одним из лидеров команды и по окончании срока службы получил приглашение перейти в высшелиговый «Днепр» из Днепропетровска, за который отыграл два с половиной сезона, но в днепропетровском клубе твёрдого места в основном составе не имел и в 1983 году перешёл в павлоградский «Колос».
В 1984 году, тренировавший «Зарю» Олег Базилевич предложил полузащитнику вернуться в родную команду, к тому времени переживавшую не лучшие времена. Возвратившись в Ворошиловград, стал одним из лидеров коллектива, постепенно начавшего выбираться из кризиса. В 1986 году команда побеждает в своей зоне второй лиги и повышается в классе. Солидный вклад в успех «Зари» внёс и её капитан Кобзарев, выполнявший огромный объём работы на поле и отличавшийся самоотверженной и бескомпромиссной игрой.
Покинул ворошиловградский клуб Владимир в 1989 году, непродолжительное время поиграв за павлоградский «Шахтёр», окончательно решил оставить игровую карьеру, перейдя на работу детским тренером. Тем не менее, в 1993 году снова выходил на поле в составе любительской команды «Дружба-Хлеб» из Магдалиновки, а также в сезоне 1993/94, в составе команды «Механизатор-Металлист» из Днепропетровска, принимал участие в чемпионате Украины по мини-футболу.

### Карьера тренера
После окончания игровой карьеры работал тренером в днепропетровском спортинтернате. В апреле 1994 года Владимиру Александровичу поступает предложение возглавить луганскую «Зарю», находившуюся на дне турнирной таблицы высшей лиги чемпионата Украины. С приходом нового тренера команда ожила, заиграла уверенней, проведя серию выигрышных матчей и в итоге отдалившись от конкурентов в борьбе за выживание, финишировала на 14 месте. В следующем сезоне, после первого круга команда обосновалась в середине турнирной таблицы, но руководители клуба решились пойти на смену тренера, со второго круга доверив коллектив Анатолию Коршикову.
После Луганска, Кобзарев в течение двух лет возглавлял второлиговый «Металлург» из Новомосковска. В октябре 1998 года тренер получил предложение возглавить днепропетровский «Днепр». Команда находилась в середине турнирной таблицы, показывая невыразительную игру, но преодолеть игровой кризис Владимиру Александровичу не удалось и в апреле 1999 года тренер уступил свой пост Леониду Колтуну, после чего принял выступавший во второй лиге «Днепр-2».
В июле 2002 года, Кобзарев снова стал у руля луганской «Зари», которая опустилась к этому времени во вторую лигу. Клуб возглавил новый президент — Юрий Севастьянов, поставивший цель — выход в первую лигу. И наставник блестяще справился с задачей повышения в классе, завоевав путёвку в первую лигу. В новом сезоне команда стартовала с трёх поражений и хотя впоследствии ситуацию удалось исправить, Кобзарев покинул свой пост, оставив команду своему помощнику Алексею Чистякову.
В дальнейшем работал в структурах ФК ЦСКА (Москва), был старшим тренером ДЮСШ ФК ЦСКА (Москва). С 2011 года — старший тренер отделения футбола СДЮШОР № 44 департамента физической культуры и спорта Москвы.

## Достижения
- Победитель первенства второй лиги СССР (чемпион УССР): 1980, 1986